# Galactik Football
A Galactik Football 2006-tól 2011-ig futott francia televíziós 2D-s számítógépes animációs sorozat, amelynek alkotója Collectif Auteurs. A tévéfilmsorozat az Alphanim, a France 2, a Jetix Europe és a Welkin-Animation gyártásában készült. Műfaját tekintve sportfilm-sorozat, akciófilm-sorozat, sci-fi filmsorozat, filmvígjáték-sorozat, filmdráma-sorozat és kalandfilmsorozat. Franciaországban a France 2 vetítette, Magyarországon korábban az első évadot a Jetix sugározta, később a többi évaddal együtt a Megamax adta.

## A Mozgás
A Mozgás egy természetes, kinetikus energia, amely sok bolygón jelen van. A Mozgás megjelenése hatalmas háborút indított el, amiben rengetegen haltak meg. Mire a kedélyek lecsillapodtak, megalakult a Flux Társaság, amely betiltotta a Mozgások mindennemű használatát, kivéve a sport birodalmában, ahol nem jelenthet semmilyen veszélyt. A Galactik Football-ban is vannak Mozgás nélküli
csapatok, ilyen pl.: a Pirates, a Technoid's és a Red Tigers. A Flux Társaság feladata a béke és a rend fenntartása. A GFC-n kívül tilos használni az erőt.

### Az Akillian Szusz
Az Akillian parányi bolygóján a Mozgást csupán "Szusz"-nak nevezik az emberek. Ezen a bolygón a Szusz fényes, kék színben jelenik meg, és a játékosoknak hihetetlen akrobatikus energiát, gyorsaságot kölcsönöz. A Szusz 15 évvel ezelőtt egy nagy földrengés által el is tűnik Akilian-ról, és sokáig nem is használják, de aztán a Snow-Kids csapata újra "előcsalogatja". Mivel a játékosok a robbanással egyidőben születtek a Metaflux is bennük rejlett. Ez a hatalmas erő a Szusszal együtt fejlődött. Azonban a játékosok ebbe bele is halhattak volna. Ahito ennek az erőnek hatása által súlyosan megbetegedett. Azonban Sony Blackbons és Klenb segítettek a játékosokon, és így nem voltak már életveszélyben. Az Akilian Szusz-on kívül még sok más Mozgás fajta létezik a Szmog (Shadows), a Metál Üvöltés (Rykers), a Bömbölés (Wambas), a Töltet (Lightnings)), mindegyik csapatnak más és más.
Akik használták
- Aarch
- Norata
- Adim
- Artegor

A Snow-Kids használói
- D’Jok (Csatár, Mezszám: 9)

- Sokszor fejeli vagy ollózza be a labdát a Szusszal. A csapatban ő az egyik legjobb Szuszhasználó.
- Micro-Ice (Csatár, Mezszám: 3)

- Trükkös és cseles (zidane cselek) mozdulatokat hajt végre a Szusszal. Bár későn tanulja meg irányítani, cselezései hihetetlenek az energiával.
- Mei (Védő, Mezszám: 7)

- Gyors és ügyes lesz a Szusztól, könnyedén leszereli vele az ellenfeleket. Sokszor véd ki lövéseket, mert Thrannel védők.
- Thran (Védő, Mezszám: 2)

- Kezével képes a Szuszból egy fényes, kék pajzsot készíteni. A Szusz magabiztossá és erőssé teszi.
- Rocket (Középpályás, Mezszám: 5)

- Sajátos trükkje a Szusszal, hogy két lába közé kapva a labdát elpörög az ellenfelek elől. A büntető rúgásokat szinte mindig ő rúgja.
- Tia (Középpályás, Mezszám: 4)

- A Szusszal elképesztő magasságokba képes ugrani, hogy aztán onnan lője be a gólt. Nagyon akrobatikus, sokszor menti ki a csapatot a Szusz kezelésével.
- Ahito (Kapus, Mezszám: 1)

- Figyelme és ítélőképessége nő, ha a Szuszt használja, így könnyedén kivédi az ellenséges gólokat. Bár meccs közben szinte mindig elalszik, csak néhány gólt enged be.
Márk (középpályás Mezszám: 6)
-Rocket-et pótolja a 2. évadban. Korábban már nagy eredménnyel pályázott Micro-Ice helyére, amikor beállt kalóznak.
Yuki (kapus mezszám: 8)
Ahito és Thran unokatestvére. Ő állt be a 2. évadban Ahito helyére, mikor megbetegedett.
Sinedd (csatár Mezszám: 11)
Az 1. évadban még Snow-Kids tagként kezdő, később Shedovs tag, a 3. évadban veszi fel újra régi Snow-Kids mezét.
Lun Zia (védő mezszám 12)
Mei helyét foglalta el a 3. évadban mikor is, Mei átment a Shedovs-hoz. Később bevették a Vambass-ba, és ott folytatta a GFC-t.

## A szereplők leírása
- Tia – Tia már gyerekkora óta használja a Mozgást, de a szülei ezt nem veszik észre, mert nem maradt idejük a lányukra, Stella, a nevelőnő nevelte fel, szülei tudta nélkül áll be a csapatba, mikor szülei megtudják, hogy a csapatban van, ellenzik, de Cally Mistie ráveszi őket, hogy lányuk maradhasson… Rocket azóta szerelmes belé, mióta megismerte, később a lány is viszonozza az érzéseit
- D’Jok – ő használta másodszor a szuszt, legjobb barátja Micro-Ice, anyja meghalt a születésekor, apja (amit csak később tud meg) Sonny Blackbones, jósnő, Maya nevelte fel, szerelmes lesz Mei-be, aki csak azért csábítja el, hogy csatár legyen, ám később ő is beleszeret a fiúba
- Micro Ice – D' Jok legjobb barátja, vidám fiú, Rocket után ő is elszökik, eléggé sértődékeny, apját nem ismeri, nagyon jól cselezget a meccseken
- Ahito – Ahito a csapat kiváló kapusa, állandóan alszik, még a meccs közben is, Thran öccse
- Thran – Thran igazi számítógépes zseni, érdeklik a tudományos dolgok, a csapat hátvédje
- Mei – Mei szintén a csapat hátvédje, de anyja mindig arra buzdítja, hogy csatár legyen, Mei el is éri ezt a posztot, ám rájön, hogy neki ez mégsem megy olyan jól
- Rocket – Aarch rokona, apja Norata, aki nem örül, hogy fia a csapatban van, ő a kapitány és beleszeret Tiába
- Mark – Mikor Rocket eltűnik ő veszi át a helyét, nincs valami jóban Micro-Ice-al de azért kijönnek egymással
- Yuki – Ahito és Thran unokatestvére, eleinte félt a meccsektől, azért, hogy miatta fognak veszteni
- Sinedd – makacs, kissé rideg, az első meccs után otthagyta a csapatát, de a 3. évadban ismét magára öltötte a Snow-Kids mezét
- Lun Zia – a Vambass bolygóról származó, remek védő, a Paradicsomon vették be amikor ugyanis Mei otthagyta a csapatot, később azonban Vambass játékos lett belőle

## Magyar hangok
| Szereplő      | Magyar hang      |
| ------------- | ---------------- |
| Aarch         | Sótonyi Gábor    |
| D’Jok         | Seszták Szabolcs |
| Ahito         | Pálmai Szabolcs  |
| Thran         | Hamvas Dániel    |
| Micro-Ice     | Markovics Tamás  |
| Tia           | Fésűs Bea        |
| Rocket        | Előd Botond      |
| Norata        | Láng Balázs      |
| Clamp         | Orosz István     |
| Sinedd        | Fekete Zoltán    |
| Mei           | Molnár Ilona     |
| Callie Mystic | Madarász Éva     |
| Artegor Nexus | Seder Gábor      |
|               | Varga Rókus      |
| Adim          | Csampisz Ildikó  |

## Epizódok
| 1. A visszatérés 2. Egy új remény 3. A kihívás 4. A Csapat 5. A Kapitány 6. Új erő 7. Az edző kedvence 8. A vihar 9. Revans meccs 10. A Pirates 11. A professzor 12. A szökés 13. A csatár 14. Fekete lyuk 15. Az utolsó esély 16. Genesis stadion 17. Felkészülni 18. Nyomás alatt 19. A sztár 20. Metaflux 21. A bánat pénz 22. A hiányzó láncszem 23. Zsarolás 24. A párbaj 25. Az áruló 26. A kupa | 1. Visszatérés 2. Felfüggesztés 3. Csapatépítés 4. Az új kapitány 5. Gyanús jelek 6. A gömb új királya 7. Képjelek 8. Felkészülés 9. Az all-stars meccs 10. Rocket nyomában 11. Összeomlás 12. Bírják szusszal 13. Merénylet 14. Menekülés 15. Hiábavaló igyekezet 16. Új szabályok 17. Váratlan húzás 18. Warren közbelép 19. Robotfoci 20. Szorul a hurok 21. Szétoszló felhő 22. Szellemkép 23. Csak egy focista 24. Az utolsó edzés 25. Kíméletlen ellenfél 26. Égszakadás | 1. Sztárok veszélyben 2. A szakítás 3. Üdv Paradisia-n 4. Az új csapat 5. Rezonancia 6. Az első meccsek 7. Apák és fiúk 8. A gyanú árnyéka 9. Túlfeszített húr 10. Barát vagy ellenség 11. Út a döntőbe 12. Árulás az erőben 13. A fekete macska 14. Felkészülés 15. Távozás és érkezés 16. A szusz titkai 17. Családtagok 18. A hatodik párbaj 19. Potyautasok 20. Kalóztempó 21. Búcsú Paradisia-tól 22. Szenzáció 23. A helyzet változik 24. Második esély 25. Hajsza minden szinten 26. A kupahadművelet |